# Eduardo Riedel
Eduardo Corrêa Riedel (urodzony 5 lipca 1969 w Rio de Janeiro) to brazylijski polityk, który jest 12. i obecny gubernator Mato Grosso do Sul.

## Biografia

### Narodziny i formacja
Urodzony w Rio de Janeiro, Brazylia, 5 lipca 1969 r., syn Seili Garcia Côrrea i Nelson Riedel, ukończył studia na Uniwersytecie Federalnym w Rio de Janeiro, Fundacja Getúlio Vargas oraz Europejski Instytut Administracji Biznesowej.

## kariera polityczna

### Sekretarzem
Był Sekretarzem Stanu ds. Infrastruktury Mato Grosso do Sul od 22 lutego 2021 r. do 2 kwietnia 2022 r. Riedel był prezesem Związku Maracaju, Mato Grosso do Sul w 1999 r. i wiceprezesem Federacji Rolnictwa i Hodowli Mato Grosso do Sul, a także był dyrektorem Krajowej Konfederacji Rolniczej (CNA). W latach 2012–2014 był prezesem Famasulu, wkrótce potem pełnił funkcję sekretarza stanu ds. rządu i zarządzania strategicznego Mato Grosso do Sul, podczas rządów Reinaldo Azambuja, na którym pozostał do 2021 r. W lipcu 2021 r. został powołany przez Reinaldo Azambuję na przewodniczącego Komitetu Zarządzającego Programem BHP w Gospodarce (Proseguir).

### Gubernator
W 2022 roku startował w stanie wybory w Mato Grosso do Sul jako kandydat na gubernatora z José Carlos Barbosa (znany również jako Barbosinha) jako jego wiceprezydent na jego bilecie gubernatorskim.